# Berta philippina
Berta philippina là một loài bướm đêm trong họ Geometridae.